# Phoenicaulis cheiranthoides
Phoenicaulis cheiranthoides är en korsblommig växtart som beskrevs av Thomas Nuttall. Phoenicaulis cheiranthoides ingår i släktet Phoenicaulis och familjen korsblommiga växter. Inga underarter finns listade i Catalogue of Life.

## Bildgalleri

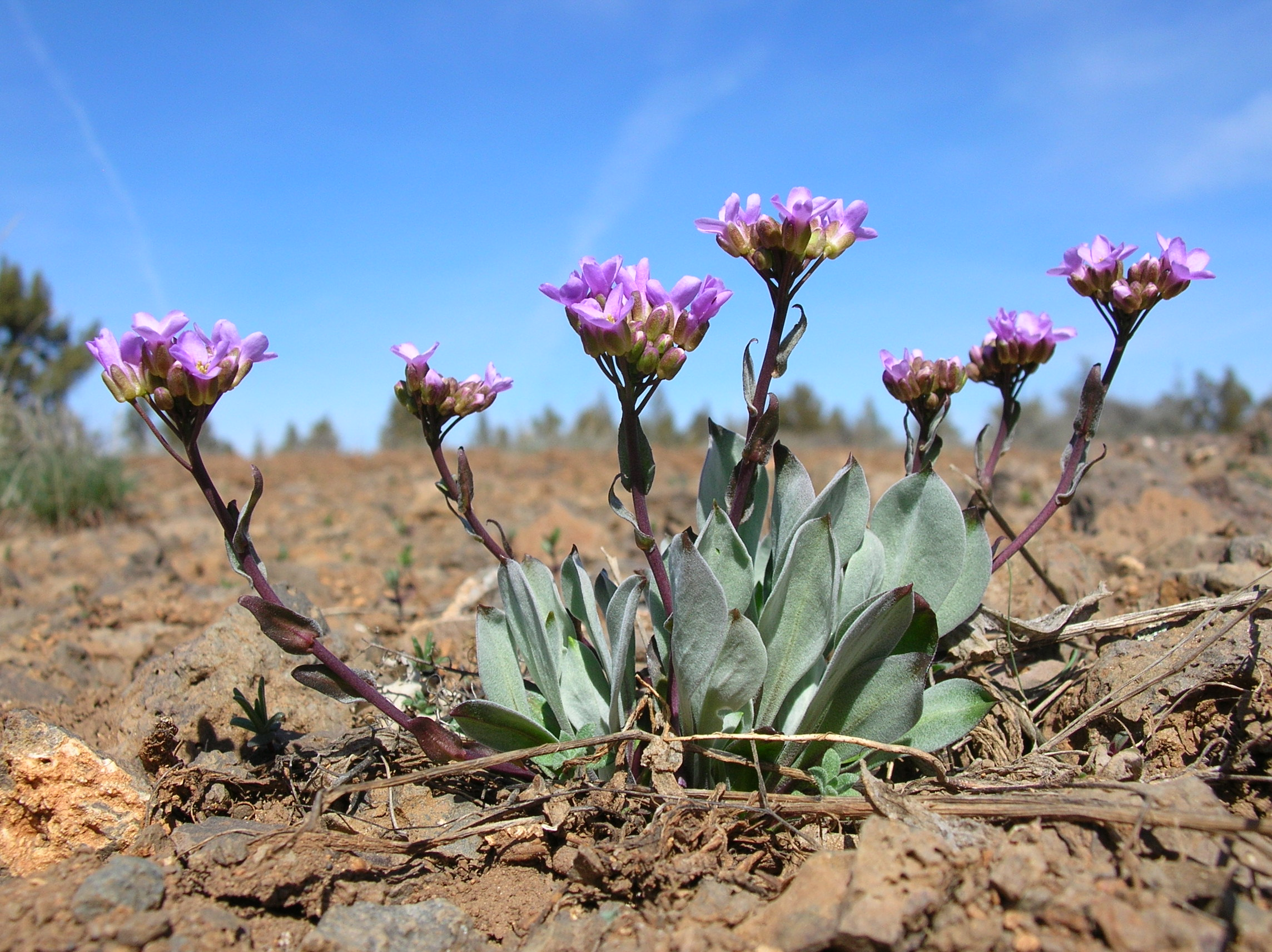
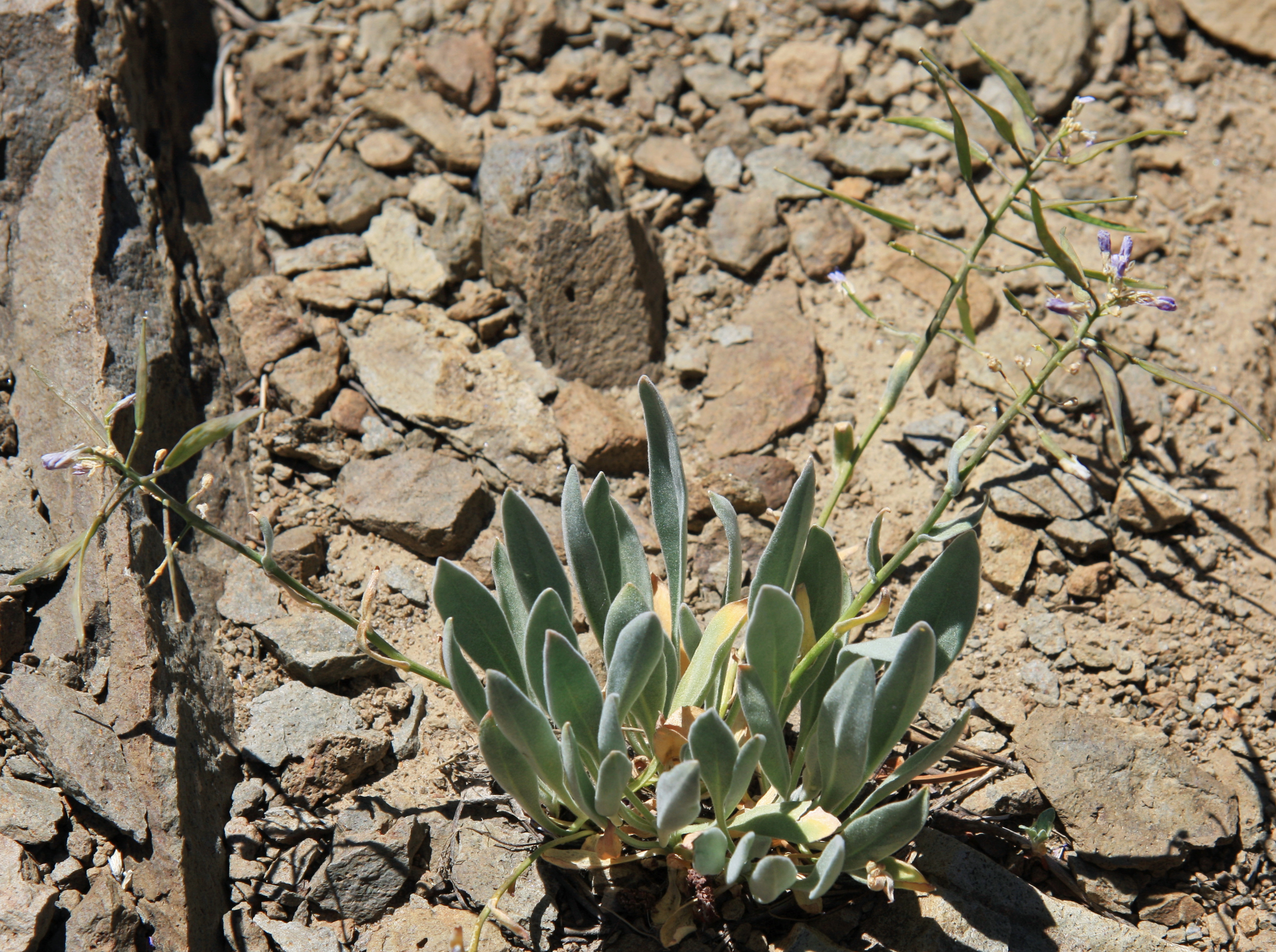
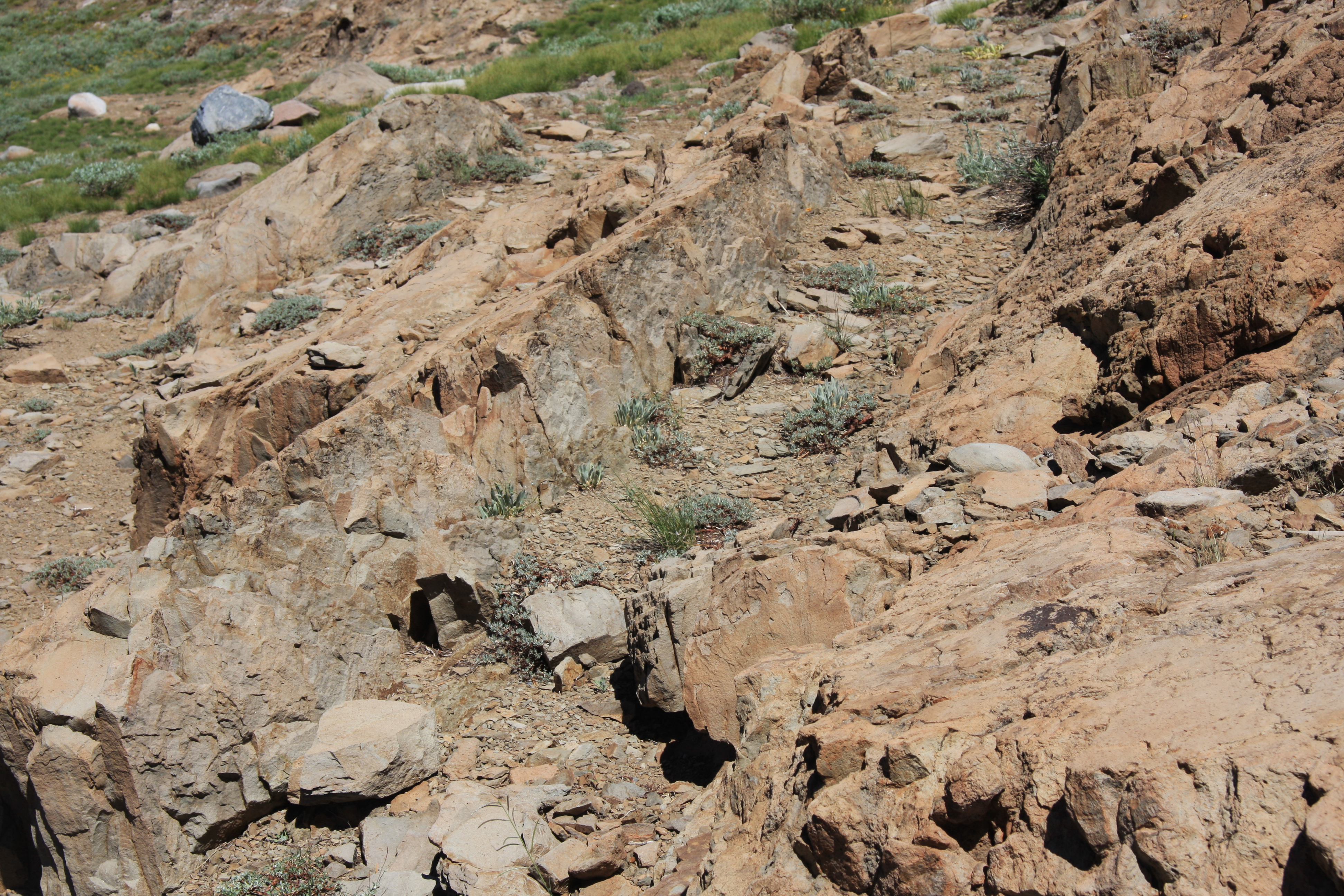
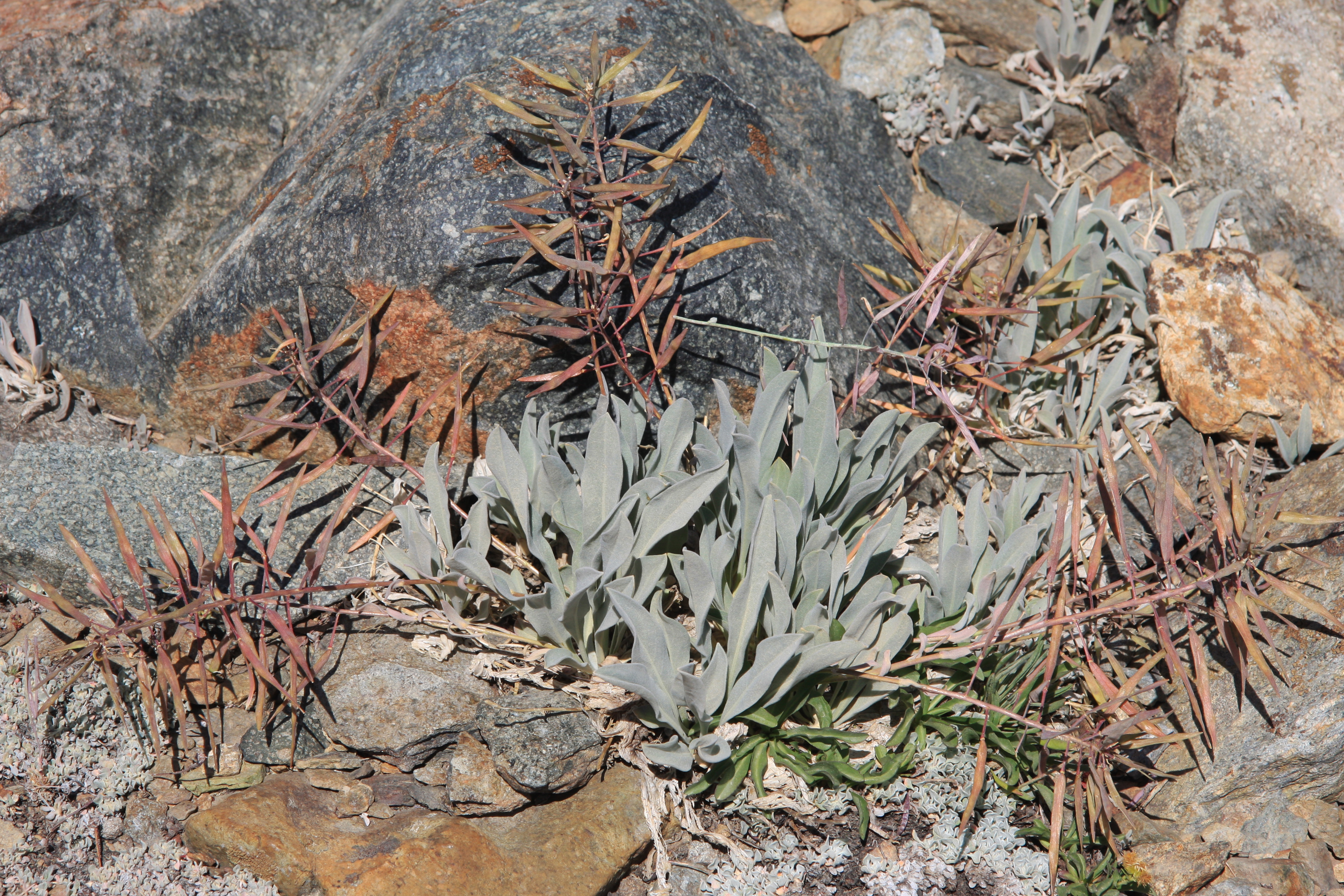
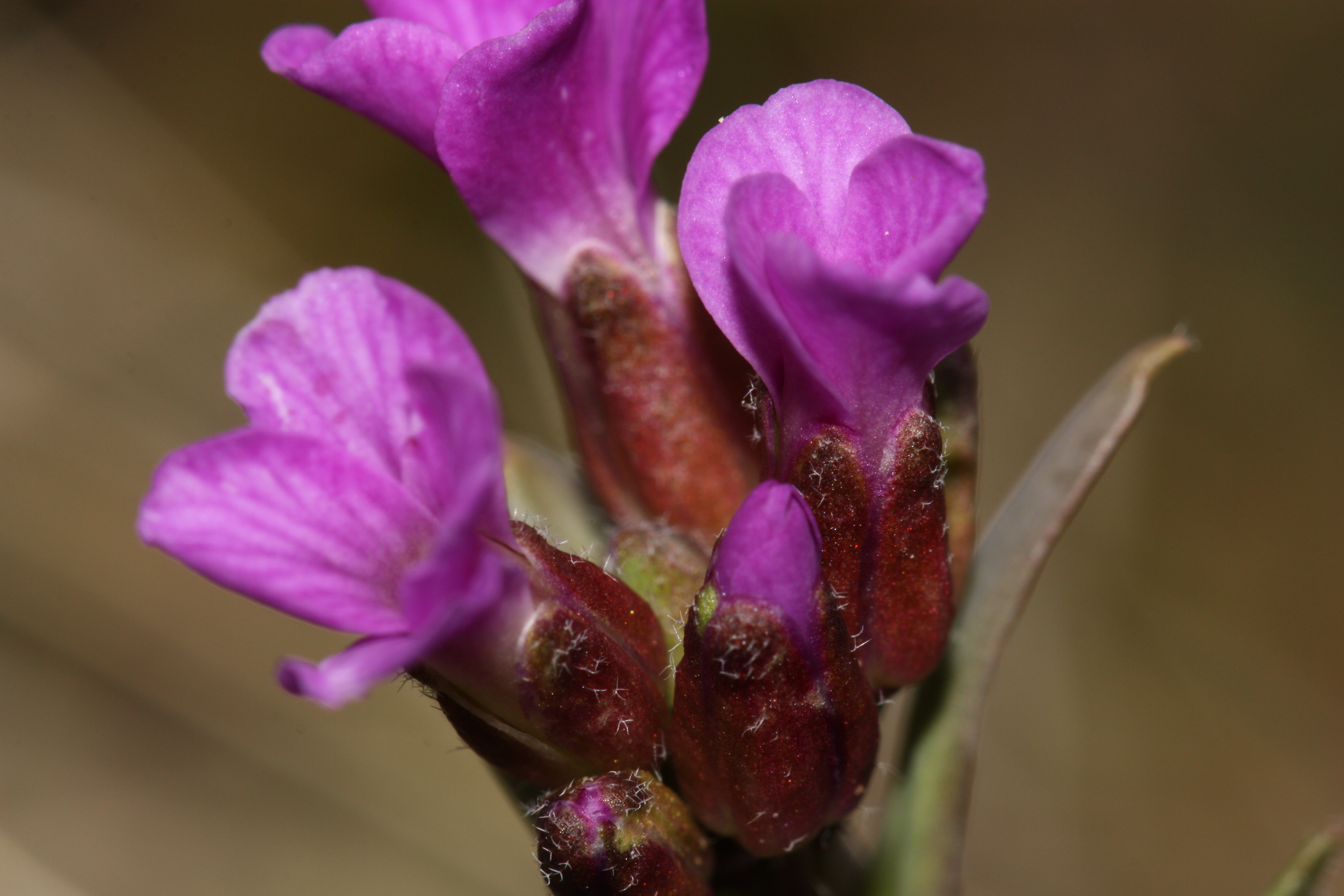
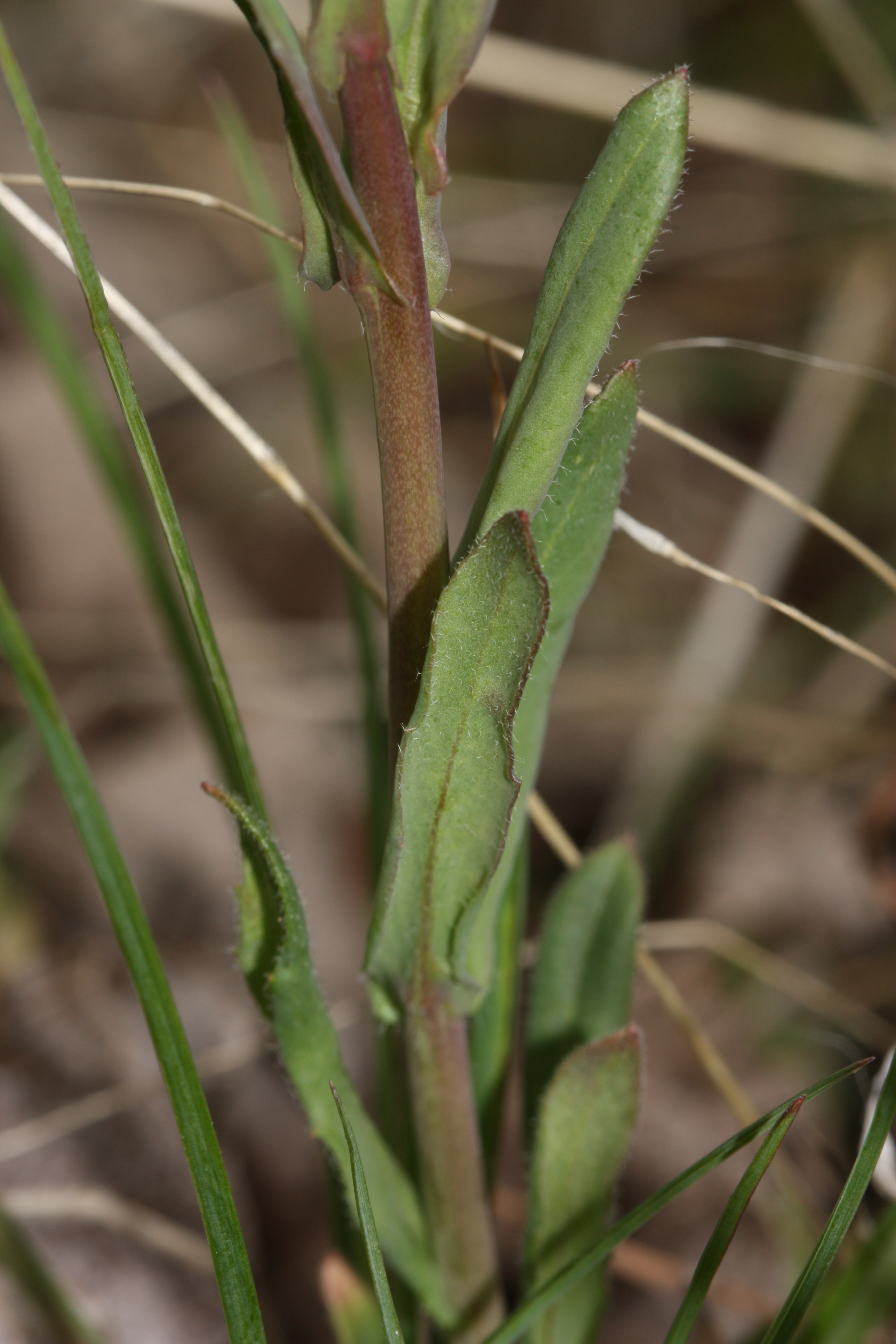